# Autódromo de Sochi
El Autódromo de Sochi, (Ruso: Сочи Автодром) anteriormente denominado Circuito del Parque Olímpico de Sochi es un circuito de carreras de Fórmula 1 de 5,8 km construido en el  Parque Olímpico del balneario de Sochi, Krai de Krasnodar, Rusia.
Albergó el Gran Premio de Rusia de Fórmula 1 desde 2014 hasta 2021, comenzando un contrato de siete años; sin embargo, al principio se presumía de que la carrera se podría retrasarse hasta 2015 si el Comité Olímpico Internacional consideraba que los preparativos para la carrera interfieren con la celebración de los Juegos Olímpicos de invierno de Sochi 2014, sin embargo, el comité organizador de la competencia dio luz verde para albergar el Gran Premio en la temporada 2014 como se tenía al principio. Al final, se disputaron los días 9, 10, 11 y 12 de octubre de 2014.
Debido a la invasión de Ucrania por parte de Rusia, el Gran Premio de Rusia de 2022 fue cancelado, así como el contrato que estaba vigente.
La construcción del Circuito del Parque Olímpico de Sochi, marca el final de una campaña de treinta años para tener un Gran premio en Rusia, con planes para un Gran Premio de la Unión Soviética originarios ya en 1983, antes de ser abandonado por "razones burocráticas" y de varios intentos fallidos en los años intermedios.

## El circuito

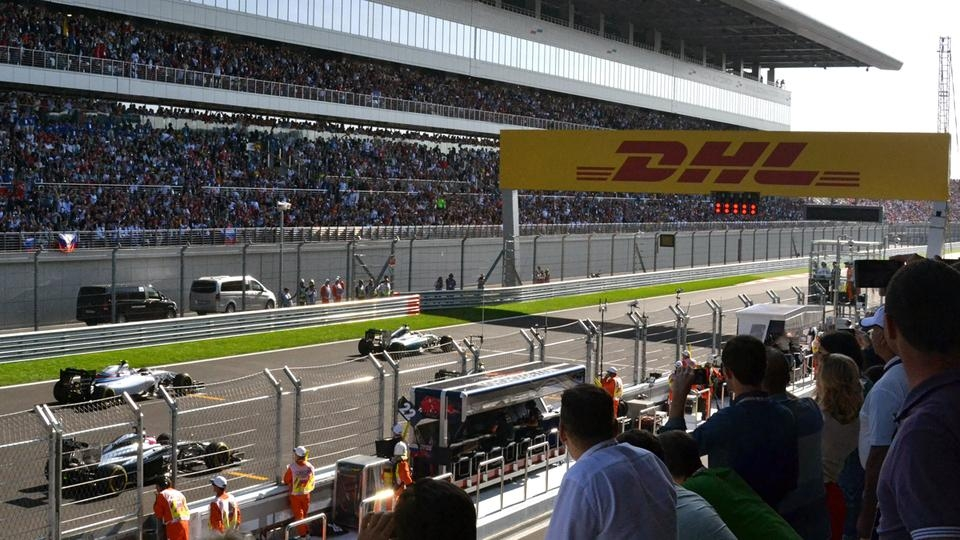
La salida del Gran Premio de Rusia de 2014.

El nodo de 5.848 Kilómetros era el quinto más largo en el calendario de la Temporada 2021 de Fórmula 1, detrás de Spa-Francorchamps en Bélgica; el circuito de la Corniche de Yeda; el circuito callejero de Bakú, en Azerbaiyán; y Silverstone, en el Reino Unido. El trazado está ubicado alrededor del parque olímpico de Sochi, donde se encuentran varios edificios construidos para los Juegos Olímpicos de Invierno de 2014 que fueron sede de las competiciones de hockey sobre hielo, patinaje de velocidad, curling, patinaje artístico, pista corta, etc., y el Estadio Olímpico de Sochi, donde se llevaron a cabo las ceremonias de apertura y de cierre.

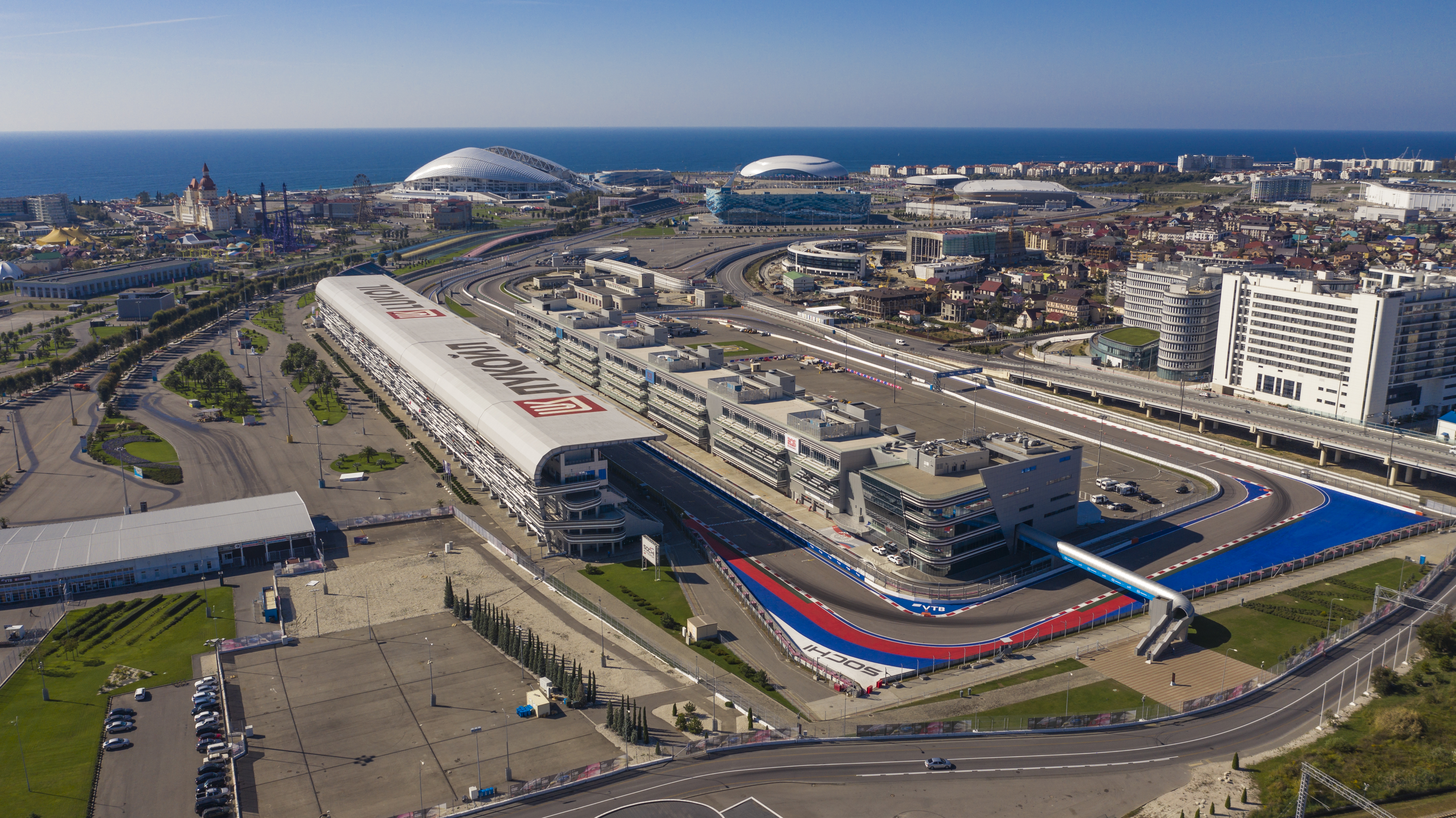
Autódromo de Sochi (2018)

Diseñado por el arquitecto alemán Hermann Tilke, tiene la parrilla de salida en el extremo norte del Parque Olímpico junto a la estación de tren, mirando al suroeste hacia la costa del Mar Negro. Entonces, continua a lo largo de la parte exterior de la calle de las Medallas, en la que se celebraban las ceremonias de entrega de medallas. A continuación rodea la plaza y hay tres curvas alrededor del Palacio de Hielo Bolshói. Entonces, se llega a una serie de curvas cerradas antes de girar hacia el norte, donde la pista bordea el Parque Olímpico. Luego pasa los centros de patinaje y de curling, para después girar por detrás del paddock hacia la estación de tren, y completar el circuito con dos giros de noventa grados a la derecha. Unos 1,7 Kilómetros de pista están compartidos con la vía pública.

## Ganadores

### Campeonato de Fórmula 2 de la FIA
| Año  | Piloto          | Escudería           | Fecha            | Resultados |
| ---- | --------------- | ------------------- | ---------------- | ---------- |
| 2018 | Alexander Albon | DAMS                | 29 de septiembre | Resultados |
| 2018 | George Russell  | ART Grand Prix      | 30 de septiembre | Resultados |
| 2019 | Nyck de Vries   | ART Grand Prix      | 28 de septiembre | Resultados |
| 2019 | Luca Ghiotto    | UNI-Virtuosi Racing | 29 de septiembre | Resultados |
| 2020 | Mick Schumacher | PREMA Racing        | 26 de septiembre | Resultados |
| 2020 | Guanyu Zhou     | UNI-Virtuosi Racing | 27 de septiembre | Resultados |
| 2021 | Dan Ticktum     | Carlin              | 25 de septiembre | Resultados |
| 2021 | Cancelada       |                     | 25 de septiembre | Resultados |
| 2021 | Oscar Piastri   | PREMA Racing        | 26 de septiembre | Resultados |

### Campeonato de Fórmula 3 de la FIA
| Año  | Piloto            | Escudería             | Fecha            | Resultados |
| ---- | ----------------- | --------------------- | ---------------- | ---------- |
| 2019 | Robert Shwartzman | PREMA Racing          | 28 de septiembre | Resultados |
| 2019 | Jüri Vips         | Hitech Grand Prix     | 29 de septiembre | Resultados |
| 2021 | Logan Sargeant    | Charouz Racing System | 24 de septiembre | Resultados |
| 2021 | Cancelada         | Cancelada             | 25 de septiembre | Resultados |
| 2021 | Jack Doohan       | Trident               | 26 de septiembre | Resultados |